# Dano-je
Ne doit pas être confondu avec Festival des bateaux-dragons.
Pour les articles homonymes, voir Dano.
Dano-je (Hanja : 端午祭 ; Hangul : 단오제 ;  littéralement : sacrifice de dano), généralement abrégé en Dano (端午/단오) également appelé Surit-nal (수릿날), est une fête célébrée annuellement en Corée.
Il s'agit de l'équivalent coréen du Festival des bateaux-dragons, un festival agricole (农历) célébré le 5e jour du 5e mois (五月初五) en Chine, qui est parfois nommé Duānwǔ jié (端午节).
La fête Dano de la ville de Gangneung, appelée Gangneung danoje (江陵端午祭/강릉단오제) est classée au patrimoine culturel immatériel de l'UNESCO, parmi les « chefs-d'œuvre du patrimoine oral et immatériel de l'humanité ».